# 帕特丽夏·丘奇兰德

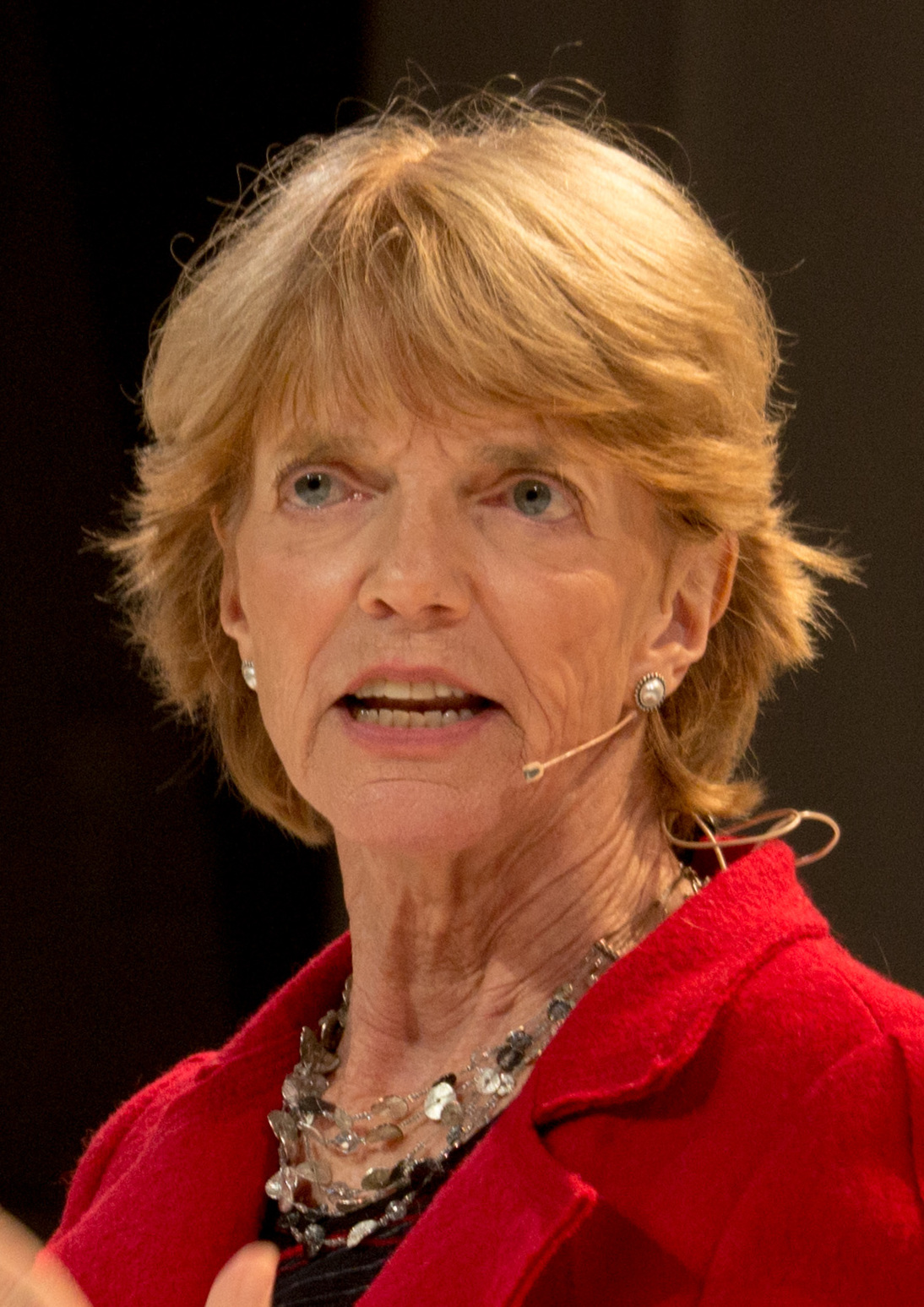
帕特丽夏·丘奇兰德

帕特丽夏·史密斯·丘奇兰德（Patricia Smith Churchland，1943年7月16日—） 是加拿大裔美国分析哲學和心灵哲学學者 。她曾就读于不列顛哥倫比亞大學、匹茲堡大學和牛津大學薩默維爾學院。1969年至1984年期間在曼尼托巴大学教授哲学。自1984年起在加州大學聖地牙哥分校任教。自1989年以来，她还担任索尔克研究所的兼职教授。 2015年，她当选为美国文理科学院院士。 